# 小石松
小石松（学名：Lycopodiella inundata），为石松科小石松属下的一个植物杂交种。